# Willi Zander
Willi Zander (* 5. März 1946 in Düren) ist ein ehemaliger deutscher Fußballspieler.

## Werdegang
Der Stürmer Willi Zander begann seine Karriere bei den Sportfreunden Düren und kam 1968 über Schwarz-Weiß Düren zum SC Jülich, mit dem er 1969 nach einem 2:1-Finalsieg über die SpVgg Erkenschwick deutscher Amateurmeister wurde. Zander wechselte daraufhin zum Regionalligisten Bonner SC, da Jülich auf einen möglichen Aufstieg verzichtete. Nach einem Jahr in Bonn folgte im Sommer 1970 der Wechsel zum Süd-Regionalligisten Karlsruher SC, mit dem Zander 1971 Vizemeister wurde. In der Aufstiegsrunde zur Bundesliga scheiterte der KSC jedoch am VfL Bochum. 
Ein Jahr später wechselte Willi Zander zum West-Regionalligisten SVA Gütersloh, mit dem er 1974 die Qualifikation für die neu geschaffene 2. Bundesliga verpasste. Ein Jahr später wurde Zander mit dem SVA Dritter der deutschen Amateurmeisterschaft, bevor er im Sommer 1975 nach Jülich zurückkehrte. Willi Zander absolvierte insgesamt 125 Regionalligaspiele und erzielte dabei 28 Tore, davon 30 Spiele (zehn Tore) für Bonn, 44 Spiele (sieben Tore) für Karlsruhe und 51 Spiele (elf Tore) für Gütersloh.
Nach dem Ende seiner Karriere arbeitete er als Chauffeur für die jeweiligen Bürgermeister von Jülich und ging im Jahre 2010 in Rente.